# Marià Pere
Marià Pere Lizándara (Barcelona, 2 de noviembre de 1945) es un político comunista español. Fue secretario general del Partit dels Comunistes de Catalunya (PCC) entre 1987 y 2010. 
Nacido en 1944 en Barcelona, estudió arquitectura en la Universidad Politécnica de Cataluña, compaginando sus estudios con el trabajo en el Taller d'Arquitectura i Urbanisme (TAU). A los 22 años se afilió al PSUC, desde donde participara activamente en la lucha antifranquista y democrática. Destaca su participación en la Capuchinada así como en la fundación del primer sindicato democrático en las universidades catalanas, el SDEUB (Sindicat Democràtic d'Estudiants de la Universitat de Barcelona).
A lo largo de los años fue ocupando lugares de responsabilidad dentro del PSUC, como en Lérida y posteriormente en Barcelona. A finales de la década de 1970, Marià Pere fue elegido miembro del Comité Central del partido. En la crisis que sacudió al PSUC después del V congreso, Marià Pere fue expulsado de la organización en 1981, fundando en 1982 el Partit dels Comunistes de Catalunya (PCC), ocupando la responsabilidad de comisión de instituciones y formando parte tanto del Comité Ejecutivo como del Comité Central del PCC. También formó parte de la delegación del PCC que participó en Madrid en la fundación del Partido Comunista de los Pueblos de España (PCPE) (de cuya dirección fue miembro  durante años), en el llamado Congreso de Unidad Comunista.
En 1987, en el VIII congreso comunista, fue elegido secretario general del PCC, después de que ocupara el cargo Juan Ramos. Formó parte de la coalición de la izquierda catalana conocida como Iniciativa per Catalunya, siendo elegido diputado autonómico en las elecciones de 1988, junto a Celestino Sánchez Ramos. Sin embargo, el PCC dejó la coalición en abril de 1989 y Sánchez y Lizándara pasaron al Grupo Mixto, en el que estuvieron hasta el final de la legislatura.
Después de ese ciclo electoral, Marià Pere no se ha presentado a ningún proceso electoral. En 2010, se celebró el XII congreso del PCC, en el que no se presentó a la reelección, siendo sucedido por Joan Josep Nuet.
| Predecesor: Joan Ramos | Secretario General del PCC 1987 - 2010 | Sucesor: Joan Josep Nuet |